# Notogomphus praetorius
Notogomphus praetorius е вид водно конче от семейство Gomphidae. Видът не е застрашен от изчезване.

## Разпространение
Разпространен е в Ангола, Демократична република Конго, Замбия, Зимбабве, Малави, Мозамбик, Намибия и Южна Африка.